# Staurodesmus jaculiferus
Staurodesmus jaculiferus  là một loài Song tinh tảo trong họ Desmidiaceae, thuộc chi Staurodesmus.